# مرتضى آويني
سيد مرتضى آويني (بالفارسية: مرتضى آوينی) (يُلفَظُ: آڤيني 23 سبتمبر 1947 – 9 أبريل 1993) كان مخرج أفلام وثائقية، ومؤلف، ومُنَظِّر لفكرة "السينما الإسلامية". إيراني لسينما الوثائقیة وصحفي في مجال الثقافة.له أفلام وثائقية بعنوان رواية الفتح حول الحرب المفروضة علی الجمهورية الإسلامية من قبل العراق.

## تعليمه ومسيرته الفنية
درس العمارة في جامعة طهران عام 1965. خلال الثورة الإيرانية، بدأ آويني مسيرته الفنية كمخرج أفلام وثائقية، ويُعتبر من أبرز صانعي أفلام الحرب. أخرج أكثر من 80 فيلمًا عن الحرب الإيرانية العراقية. وفقًا لأجنيس ديفيكتور، اخترع آويني طرق تصوير أصلية، حيث جسد الجانب الباطني من حرب إيران والعراق من منظور الفكر الصوفي الشيعي. كانت معظم أعماله مكرسة للتأمل في كيفية تصور الباسيج، وهي ميليشيا تطوعية شبه عسكرية ضمن الحرس الثوري الإسلامي، للحرب ودورهم فيها. أشهر أعماله هو السلسلة الوثائقية "رواية الفتح"، التي تم تصويرها خلال حرب إيران والعراق. قُتل في انفجار لغم أرضي عام 1993 أثناء التصوير. وُصف بأنه شهيد بعد وفاته، وأعلن آية الله علي خامنئي عنه بأنه "سيد الشهداء من أهل القلم". ويُطلق على اليوم العشرين من فروردين يوم "فن الثورة الإسلامية" تكريمًا له.

## حياته
ولد مرتضى آويني عام 1947 م في مدينة ري لعائلة مسلمة مؤمنة، تنتمي إلى الطبقة المتوسطة.اكمل دراسته الابتدائية والمتوسطة في زنجان وكرمان والعاصمة طهران ، قد تعرف على الفن في صغر سنه، ينشد الاشعار، ويكتب القصص القصيرة، ويرسم، كما عرف في التصوير واخراج الافلام الوثائقية.بعد إكمال المرحلة الابتدائية والثانوية، التحق بالجامعة ونال شهادة الماجستير في الهندسة المعمارية من كلية الفنون الجميلة بجامعة طهران. وكانت له بحوث ودراسات في الأدب الفارسي.

## نشاطاته
بعد انتصار الثورة الإسلامية وتأسيس مؤسسة جهاد البناء، عُيّن بأمر من الخميني عام 1358هـ ش في هذه المؤسسة، لرفع الحرمان واليأس عن القرى والأرياف.توجه نحو إنتاج الأفلام التلفزيونية في مؤسسة جهاد البناء ليعكس هذا البأس والحرمان، ثم التحق بفريق عمل المسلسل التلفزيوني رواية الفتح والذي عكس جانب من بطولات قوات الإسلام أيام الحرب المفروضة وأنتج في هذا المجال مائة فيلماً وثائقياً من عام 1367هـ ش حتى نهاية الحرب المفروضة في قسم الفنون بمنظمة الإعلام الإسلامي، وإضافة إلى رئاسته لتحرير مجلة سورة والنشرات التابعة لها، كان مسؤولاً عن الوحدة التلفزيونية.

## وفاته
في عام 1372هـ ش، حين تصويره لرفاة الشهداء والمناطق الحربية وقعت رجله على لغم، فانفجر اللغم، فأصابت شظاياه بدنه، فسقط أرضاً وفاضت روحه.ودفن في جنة الزهراء.

## مؤلفاته
له مؤلفات في مختلف المجالات وكان يقف بقلمه أمام الانحرافات والتسريبات الثقافية عن مسار الثورة الإسلامية.ولهذا لقبه المرشد الأعلى للثورة الإسلامية علي خامنئي،بسيد شهداء أهل القلم.
من مؤلفاته:
1. بداية لنهاية.
2. فتح الدم.
3. سلسلة مقالات بعنوان (المرآة السحرية).
4. سلسلة مقالات في الثقافة والفن.
5. شرح غزليات الإمام الخميني .

## نصب التذكار لمرتضى آويني
لقد تم نصب نحت تمثال مرتضى آويني تذكاراً له في حديقة الشهيد آويني في طهران وهو مصنوع من البرونز.

## انظر ايضاً
- أحمد متوسليان
- مرتضى مطهري
- محمد إبراهيم همت

## روابط خارجية
- مرتضى آويني على موقع IMDb (الإنجليزية)
- مرتضى آويني على موقع قاعدة بيانات الفيلم (الإنجليزية)